# Teatre romà d'Amman

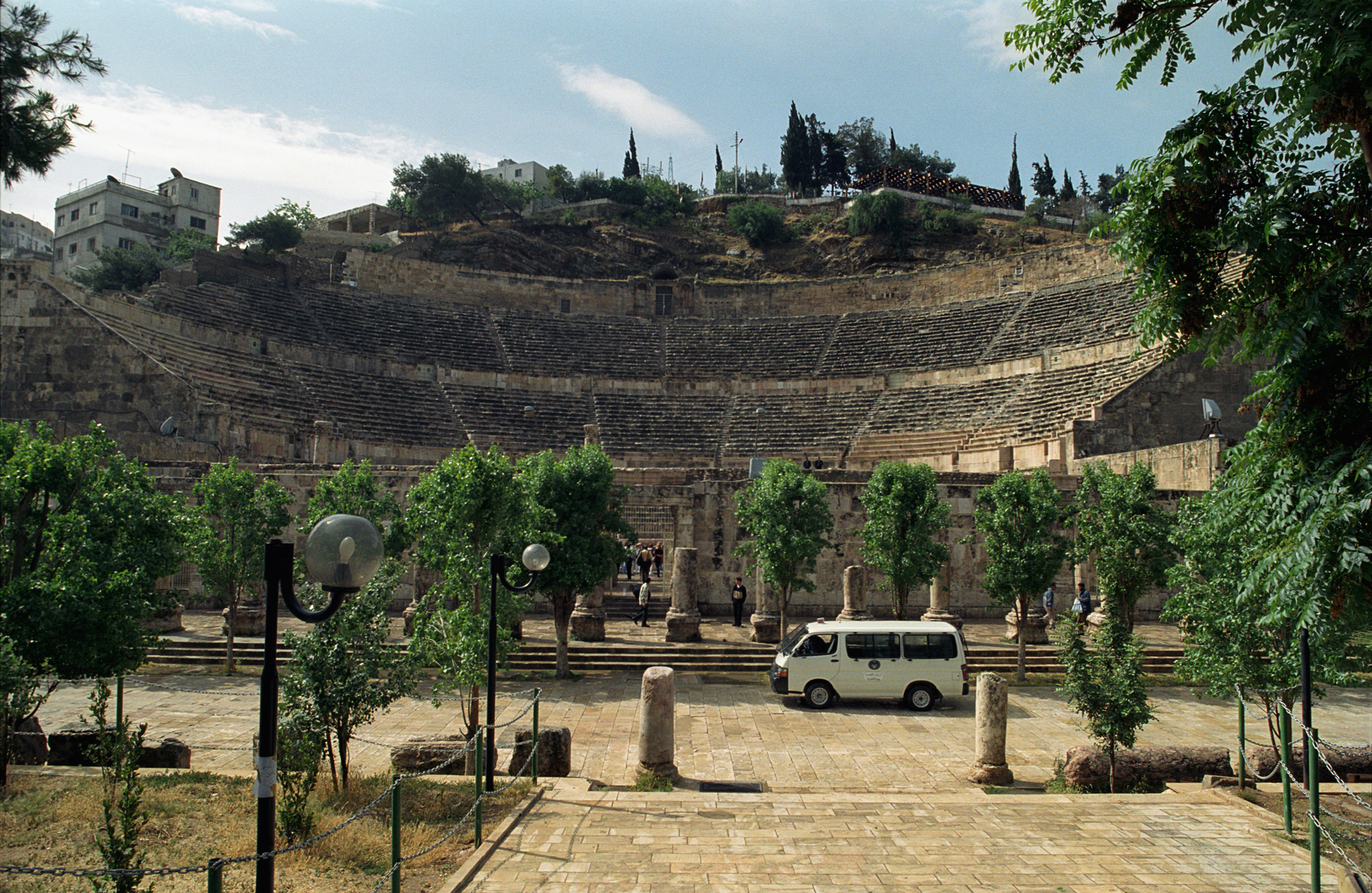
El Teatre Romà d'Amman.

El Teatre romà d'Amman forma, amb l'edifici de l'odèon del costat, un jaciment arqueològic remarcable d'Amman, (Jordània). Fou construït entre els anys 138 i 161 d C. per l'emperador Antoní Pius i és el més gran del país, amb 6.000 places. Està situat darrere de l'antic fòrum.